# Bataille d'Anéfis (mai 2013)
Pour les articles homonymes, voir Bataille d'Anéfis.
Guerre du Mali
Batailles
La première bataille d'Anéfis se déroule lors de la guerre du Mali. Le 17 mai 2013, la ville d'Anéfis, tenue par le MNLA, est attaquée par le MAA.

## Violences du 24 avril
Des violences sont commises à Anéfis le 24 avril. Selon le communiqué du MNLA, il s'agirait d'un affrontement l'ayant opposé à des commandos du MUJAO. Cependant d'après des sources maliennes, ces violences seraient en réalité des exactions contre des civils. 
Le mercredi 24 avril 2013, le MNLA déclare dans son communiqué officiel avoir subi l'attaque, à Anéfis, d'un commando du MUJAO. Anéfis est tenue depuis fin janvier par les combattants du MNLA, le jour du combat ces derniers disposent de 30 véhicules dans la ville.
Selon Mossa Ag Attaher, porte-parole du MNLA : « Aujourd'hui, un commando de 7 personnes du Mujao se sont introduites individuellement à Anefis avant de se regrouper et d'ouvrir le feu simultanément sur un poste de contrôle du MNLA. Les échanges de tir n'ont duré que quelques minutes. Les 7 terroristes du Mujao ont été tués. »
Cependant, un procès-verbal rapporté par la presse malienne, fait mention d'exécutions sommaires commises par le MNLA contre des civils arabes. Selon cette source, le 24 avril, un jeune arabe est interpellé devant une boutique par des hommes du MNLA en patrouille, celui-ci est tué lorsqu'il tente de s'enfuir. Les rebelles regagnent alors la boutique et interrogent les occupants, qui tous nient être proches du MUJAO. Néanmoins les hommes du MNLA abattent sans sommation le boutiquier et les deux frères du fuyard. Selon un autre récit, un enfant arabe de 12 ans est tué par des hommes du MNLA pour avoir brandi un drapeau malien, ainsi que son oncle et une autre personne accourue sur place,.
Les violences se poursuivent encore le lendemain selon l'agence de presse chinoise Xinhua. Des affrontements entre des Arabes kountas et des Arabes du Tilemsi font six morts le jeudi 25 avril à Anéfis. Selon une source, cet affrontement serait une conséquence de la bataille de Ber entre le MNLA et le MAA : « Ces combattants du MNLA sont venus se venger sur de paisibles commerçants arabes de Anefis dans leur fuite vers Kidal. Et les représailles ont été faites sous les yeux des forces Serval et Misma. »

## Le combat du 17 mai
Les 17 et 18 mai, dans deux communiqués, Mossa Ag Attaher, porte-parole du MNLA déclare que la ville d'Anéfis est attaquée par « une colonne terroriste du Mujao arborant le drapeau noir des djihadistes ». Selon son récit, la colonne islamiste est repérée par une sentinelle à 10 minutes d'Anéfis, une unité du MNLA se porte alors à sa rencontre « inversant ainsi l’effet de surprise ».
Selon le Windsor Star, l'attaque est confirmée par des officiels de Kidal et des habitants d'Anéfis réfugiés à Bamako et ayant contacté leurs familles restées sur place. Selon Ibrahim Ag Mohamed Assaleh, membre du MNLA, Chargé des Affaires Extérieures et de la Coopération Internationale du CTEA, à Ouagadougou, l'aviation française intervient et effectue deux frappes pour tenter de neutraliser les combattants islamistes. Cette déclaration n'est cependant pas confirmée par le communiqué du MNLA qui affirme que la colonne avait « réussi à échapper à la vigilance aérienne des forces internationales » avant l'attaque,.
Cependant le MUJAO a démenti « toute implication » dans le combat, l'attaque est au contraire revendiquée le soir du 17 mai par le MAA, lequel déclare avoir remporté la victoire et s'être emparé de la ville. Des officiers maliens ont également affirmé que l'attaque avait été menée par le MAA.
Selon des officiers de la MISMA, l'aviation française intervient dans la nuit du 17 au 18 mai et bombarde les forces du MAA. Plusieurs de leurs véhicules sont détruits. Le lendemain, la ville est désertée par les troupes autonomistes arabes. L'état-major des armées françaises a cependant démenti et affirme que l'armée française n'est pas intervenue à Anefis contre le MAA.
En réaction aux déclarations de l'AFP, le MNLA publie un troisième communiqué le 21 mai dans lequel il réaffirme avoir combattu le MUJAO : « les unités du MNLA ont récupéré deux véhicules dans lesquels il a été  trouvé un matériel qui définit et caractérise les groupes terroristes, à savoir : des ceintures explosives, des mines anti-personnelles, des enregistrements planifiant l'attaque, des affiches et des drapeaux noirs à l’effigie des terroristes pratiquant le terrorisme international. Tout le matériel terroriste a été présenté au commandement militaire de Serval à Kidal. » Le mouvement déclare également avoir « éliminé » seul la « totalité des assaillants » et ce « sans avoir bénéficié d’aucune aide logistique ni au sol, ni aérienne de qui que ce soit ».
Mais le combat d'Anéfis prend surtout place au sein d'un conflit inter-communautaire opposant d'une part les Arabes Kountas, plutôt proches du MNLA, et de l'autre les Arabes Lamhar, d'abord plutôt proches du MUJAO et dont bon nombre de combattants ont ensuite rallié le MAA à la suite de l'intervention militaire française au Mali,,,.

## Pertes
Le MNLA affirme avoir tué 19 jihadistes lors du combat, détruit un de leurs véhicules et capturé un autre. Les pertes du MNLA sont de 3 morts et 2 blessés.
Selon le porte-parole du MAA, Mohamed Ould Ramadane, le MNLA a perdu plusieurs hommes, tués, blessés ou prisonniers, 8 de leurs véhicules sont détruits, 2 autres parviennent à s'enfuir. 
D'après Ibrahim Ag Mohamed Assaleh, 4 véhicules des assaillants sont détruits et 2 autres sont saisis. 
Selon des sources contactées sur place par l'agence de presse Sahara média, les assaillants sont repoussés avec une perte de 5 hommes tués et trois véhicules détruits contre 2 morts et 4 blessés pour le MNLA.

Le 20 mai, dans un communiqué le Haut Conseil pour l'unité de l'Azawad évoque une perte de 16 morts pour le MNLA : 

« Selon notre correspondant, ce dernier point a été en premier débattu, et s’est axé sur les derniers affrontements entre le MNLA (touareg) et le MAA (arabe), survenus à Anafif dans la  journée du vendredi.
Cette opération, a vraisemblablement été au centre des débats houleux, fâcheux par moments, et a donné à la rencontre une autre tournure, tant et si bien que non sans d’énormes difficultés, les organisateurs, sont parvenus à traiter les points initialement inscrits à l’ordre du jour.
C’est dire que les combats de Anafif ont allumé une étincelle, qui, si l’on n’y prend garde, risque dangereusement, à court ou moyen terme, de menacer la stabilité et la cohésion sociale dans cette partie de notre pays. À titre de rappel notons que les seize (16) combattants morts dans les rangs du MNLA, quatre (4) sont des enfants de Mohamed Ag Intallah en plus d’un neveu de Cheikh Aoussa. Et ce n’est pas tout. »

La victoire semble revenir au MNLA, car l'armée malienne se retrouve confrontée à ses forces lorsqu'elle lance son offensive sur Anéfis le 5 juin 2013.